# Bailliage de Meilen
1424–1798
Le bailliage de Meilen est un bailliage du canton de Zurich.

## Histoire
En 1424, la ville de Zurich achète les droits seigneuriaux sur Meilen au chapitre du Grossmünster et crée un bailliage intérieur. Le bailliage est supprimé en 1798.

## Baillis
Les baillis sont les suivants :
- 1588-? : Hans Rudolf Kaeufeler[1] ;
- 1744-? : Hans Caspar Landolt[2] ;
- 1747-? : Salomon Hirzel[3],[4].

### Ouvrages
- Marcel Godet, Henri Türler et Victor Attinger, Dictionnaire historique & biographique de la Suisse, vol. 4, Neuchâtel, Imprimerie Paul Attinger, 1928 (lire en ligne)